# World Championship Tennis
World Championship Tennis (WCT) fut un circuit professionnel de tennis masculin créé en 1968 et qui a cessé à l'avènement de l'ATP Tour en 1990. Un certain nombre de tournois professionnels furent affiliés ou organisés par l'organisation WCT qui attribuait un classement aux joueurs en fonction de leurs performances sur ce circuit. Ces tournois se distinguaient à leurs débuts en attirant les meilleurs joueurs du monde grâce à des dotations financières particulièrement élevées en comparaison avec son concurrent le Grand Prix tennis circuit.

## Histoire
Le World Championship Tennis (WCT) fut fondé par un visionnaire du sport de La Nouvelle-Orléans, David Dixon qui avait eu l'occasion de voir dans quelles conditions déplorables les joueurs professionnels se débattaient avant l'ère Open. Dixon fut quelques mois plus tard évincé par le propriétaire d'une équipe de la Ligue de Football Américain, Lamar Hunt. Le WCT devint au début des années 1970 le circuit des joueurs professionnels sous contrat. Ce circuit révolutionna le jeu avec l'apport du tie-break et plus radical encore pour l'époque permit aux joueurs d'abandonner les tenues traditionnellement blanches au profit de tenues colorées. Le WCT encouragea aussi le public à vivement soutenir les joueurs au lieu de se contenter d'applaudissements polis comme de coutume en Angleterre. Enfin, les meilleurs joueurs étaient attirés par cette organisation via des contrats juteux et des primes importantes en fonction des résultats. Par exemple, en remportant en novembre 1971 la Finale WCT à Dallas, Ken Rosewall empocha 50 000 dollars, le plus gros chèque de l'histoire du tennis pour l'époque.
Les premiers joueurs à signer un contrat fin 1967 furent Dennis Ralston, John Newcombe, Tony Roche, Cliff Drysdale, Butch Buchholz, Nikola Pilić, Roger Taylor et Pierre Barthes, surnommés es « Handsome Eight » (les « huit beaux gosses »). Le WCT organisa son premier tournoi en mars 1968 et mis sur pied un véritable circuit composé en 1971 de 21 tournois (20 tournois réguliers dont l'Open d'Australie cette année-là et un championnat final) autour du monde : ce fut le premier circuit professionnel véritablement viable et bien organisé. Entre-temps le WCT engagea d'autres joueurs (Marty Riessen, Ray Moore, Tom Okker, Arthur Ashe...) et absorba l'autre grande organisation professionnelle, la National Tennis League (NTL) de George McCall, qui avait sous contrat quelques-uns des tout meilleurs joueurs professionnels (Rod Laver, Ken Rosewall, Andrés Gimeno, Pancho Gonzales, Roy Emerson et Fred Stolle). 32 joueurs sont alors sous contrat avec la WCT. Ils seront 64 en 1973 puis 84 en 1974. À partir de 1971, les huit meilleurs joueurs du circuit selon leur classement WCT furent invités à disputer une phase finale en novembre (environ deux semaines avant la phase finale du circuit concurrent du Grand Prix, le Masters). Cette épreuve majeure était appelée Dallas WCT Finals. Pour des raisons commerciales et de couverture TV, les éditions suivantes eurent lieu au printemps et furent toutes disputées en indoor sur surface synthétique.
Le circuit WCT fut incorporé au circuit du Grand Prix en 1978. Cependant, l'organisation se retire en avril 1981 et annonce mettre en place son propre calendrier sur l'ensemble de la saison pour l'année 1982, protestant contre les restrictions imposées. Il poursuivit le Conseil du Tennis Professionnel Masculin (Men's Tennis Council (MTC)) qui gérait le circuit du Grand Prix, l'ATP et l'ITF pour restriction déloyale de concurrence. Un accord permit au WCT de réintégrer le Grand Prix en 1985.
1989 fut la dernière saison de WCT. L'ATP réussit à prendre la mainmise du circuit professionnel masculin et à organiser un nouveau circuit en 1990 : l'ATP Tour. Bien que le WCT avait eu un grand impact sur le tennis professionnel à la fin des années 1960 et au début des années 1970 et en dépit de son nom un peu pompeux, ce circuit a sensiblement périclité dans les années 1980 où seuls les Dallas WCT Finals et le Tournament of Champions disputé à Forest Hills avaient une quelconque importance. Comme beaucoup d'autres événements tennistiques grandement promus, les Dallas WCT Finals n'ont pu véritablement faire de l'ombre au tournoi de Wimbledon ou à l'US Open sauf probablement au début en particulier en 1972 et 1973, années où le tableau du simple messieurs de Wimbledon fut particulièrement faible.

## Circuit WCT par saisons

### 1985
Les tournois WCT revinrent dans le giron du Grand Prix après trois ans d’absence entre 1982 et 1984. Il y eut seulement quatre tournois. Lendl et McEnroe se partagèrent les titres, deux chacun mais Lendl fut invaincu en deux participations alors que McEnroe disputa les quatre tournois mais ne remporta que Houston en dominant Curren dans une finale relativement disputée et Atlanta.
Dans les WCT Finals à Dallas, John McEnroe fut éliminé prématurément en quart de finale par Joakim Nystrom. Ivan Lendl demeura une fois de plus invaincu en remportant le titre ajoutant ainsi un troisième succès en trois semaines : Fort Myers sur surface dure, Monte Carlo sur terre battue et Dallas sur synthétique indoor. D’autres joueurs de l’ère open ont remporté plusieurs tournois successivement mais aucun sur des surfaces à chaque fois différentes.
| Date     | Nom et lieu du tournoi                                                   | Prize Money | Surface                | Finale                                     |
| -------- | ------------------------------------------------------------------------ | ----------- | ---------------------- | ------------------------------------------ |
| 3 mars   | WCT Houston Shoot-Out, Houston                                           | 300 000 $   | Synthétique indoor     | John McEnroe - Kevin Curren 7-5, 6-1, 7-6  |
| 14 avril | Buick WCT Finals, Dallas                                                 | 500 000 $   | Synthétique indoor     | Ivan Lendl - Tim Mayotte 7-6, 6-4, 6-1     |
| 28 avril | WCT Atlanta, Atlanta                                                     | 300 000 $   | Synthétique indoor     | John McEnroe - Paul Annacone 7-6, 7-6, 6-2 |
| 12 mai   | Shearson Lehman Brothers Tournament of Champions, Forest Hills, New York | 500 000 $   | Terre battue (Har-Tru) | Ivan Lendl - John McEnroe 6-3, 6-3         |

### 1986
Au tournoi WCT d’Atlanta les deux premières têtes de série, Stefan Edberg et Boris Becker furent éliminées dès le premier tour, respectivement par Pernfors et Wilkison futur finaliste. À Dallas, dans un tableau de douze joueurs qualifiés, le vainqueur surprise fut Järryd qui avait remplacé au pied levé Ivan Lendl blessé.
| Date        | Nom et lieu du tournoi                                                   | Prize Money | Surface                | Finale                                           |
| ----------- | ------------------------------------------------------------------------ | ----------- | ---------------------- | ------------------------------------------------ |
| 6 avril     | WCT Atlanta, Atlanta                                                     | 220 000 $   | Synthétique indoor     | Kevin Curren - Tim Wilkison 7-6, 7-6             |
| 13 avril    | Buick WCT Finals, Dallas                                                 | 500 000 $   | Synthétique indoor     | Anders Järryd - Boris Becker 6-7, 6-1, 6-1, 6-4  |
| 11 mai      | Shearson Lehman Brothers Tournament of Champions, Forest Hills, New York | 500 000 $   | Terre battue (Har-Tru) | Yannick Noah - Guillermo Vilas 7-6, 6-0          |
| 12 octobre  | WCT Scottsdale Open, Scottsdale                                          | 220 000 $   | Dur                    | John McEnroe - Kevin Curren 6-3, 3-6, 6-2        |
| 23 novembre | WCT Houston Shoot-Out, Houston                                           | 220 000 $   | Synthétique indoor     | Slobodan Živojinović - Scott Davis 6-1, 4-6, 6-3 |

### 1987
| Date       | Nom et lieu du tournoi                                                   | Prize Money | Surface                | Finale                                           |
| ---------- | ------------------------------------------------------------------------ | ----------- | ---------------------- | ------------------------------------------------ |
| 12 avril   | WCT Finals, Dallas                                                       | 500 000 $   | Synthétique indoor     | Miloslav Mečíř - John McEnroe 6-0, 3-6, 6-2, 6-2 |
| 10 mai     | Shearson Lehman Brothers Tournament of Champions, Forest Hills, New York | 500 000 $   | Terre battue (Har-Tru) | Andrés Gómez - Yannick Noah 6-4, 7-6, 7-6        |
| 11 octobre | WCT Scottsdale Open, Scottsdale                                          | 232 000 $   | Dur                    | Brad Gilbert - Eliot Teltscher 6-2, 6-2          |

### 1988
| Date      | Nom et lieu du tournoi                                | Prize Money | Surface                | Finale                                            |
| --------- | ----------------------------------------------------- | ----------- | ---------------------- | ------------------------------------------------- |
| 3 avril   | WCT Finals, Dallas                                    | 500 000 $   | Synthétique indoor     | Boris Becker - Stefan Edberg 6-4, 1-6, 7-5, 6-2   |
| 8 mai     | Eagle Tournament of Champions, Forest Hills, New York | 485 000 $   | Terre battue (Har-Tru) | Andre Agassi - Slobodan Živojinović 7-5, 7-6, 7-5 |
| 9 octobre | WCT Eagle Classic, Scottsdale                         | 297 000 $   | Dur                    | Mikael Pernfors - Glenn Layendecker 6-2, 6-4      |

### 1989
1989 fut la dernière année du circuit WCT. Seuls trois tournois furent organisés, tous incorporés au Nabisco Grand Prix et rapportant des points au classement ATP.
Pour la dernière WCT Finals à la Reunion Arena à Dallas, John McEnroe y remporte son cinquième titre, un record. Il bat Lendl en demi-finale pour la première fois depuis plus de trois ans et demi. Lendl décrocha les deux autres tournois WCT à Scottsdale et à Forest Hills.
| Date de fin | Nom et lieu du tournoi                                | Prize Money | Surface                | Finale                                    |
| ----------- | ----------------------------------------------------- | ----------- | ---------------------- | ----------------------------------------- |
| 5 mars      | WCT Finals, Dallas                                    | 500 000 $   | Synthétique indoor     | John McEnroe - Brad Gilbert 6-3, 6-3, 7-6 |
| 12 mars     | WCT Eagle Classic, Scottsdale                         | 297 000 $   | Dur                    | Ivan Lendl - Stefan Edberg 6-2, 6-3       |
| 8 mai       | Eagle Tournament of Champions, Forest Hills, New York | 485 000 $   | Terre battue (Har-Tru) | Ivan Lendl - Jaime Yzaga 6-2, 6-1         |

### 1990
Le circuit WCT n'existait plus en 1990 lorsque l'ATP a mis sur pied son propre circuit appelé ATP Tour. Cependant WCT organisa son dernier tournoi cette année-là, celui de Forest Hills WCT au West Side Tennis Club disputé sur surface dure (après des décennies sur gazon et quelques années sur une terre battue américaine appelée « Har-Tru ») en dehors du circuit ATP. Ivan Lendl qui avait globalement dominé les dernières années du circuit WCT s'adjugea son dernier tournoi.
| Date de fin | Nom et lieu du tournoi                              | Prize Money | Surface | Finale                                      |
| ----------- | --------------------------------------------------- | ----------- | ------- | ------------------------------------------- |
| 26 août     | WCT Tournament of Champions, Forest Hills, New York | 500 000 $   | Dur     | Ivan Lendl - Aaron Krickstein 6-4, 6-7, 6-3 |

## WCT Championship Finals
Les WCT Finals ont lieu à Dallas (Texas) entre mars et mai. Ils sont l'équivalent du Masters du circuit  Grand Prix. En 1971 la première année, le tournoi s'est déroulé en novembre deux semaines ce dernier. En 1972, une deuxième édition a été jouée à Rome en Italie. Il en est de même pour les années 1892 et 1983 avec des tournois organisés à Naples et à Detroit (Michigan). Globalement, le Masters WCT offrait une dotation légèrement plus importante que le Masters Grand Prix.

## WCT Challenge Cup
Quelques compétitions spéciales furent organisées par la WCT comme l'Aetna World Cup qui opposait les professionnels australiens à leurs collègues américains (créée en 1970 quand les pros sous contrat n'étaient pas autorisés à jouer la Coupe Davis) ou la Challenge Cup (un tournoi sur invitation de 8 joueurs).
Voici une liste (incomplète) des vainqueurs de la WCT Challenge Cup :
- 1976 : Ilie Năstase bat Arthur Ashe (6-3, 1-6, 6-7, 6-3, 6-1)
- 1976-1977 : Ilie Năstase bat Jimmy Connors (3-6, 7-6, 6-4, 7-5)
- 1977 : Jimmy Connors bat Roscoe Tanner (6-2, 5-6, 3-6, 6-2, 6-5)
- 1979 : Björn Borg bat Jimmy Connors (6-4, 6-2, 2-6, 6-4)

## Classements finaux WCT par année
1971
1 Rod Laver ; 2 Tom Okker ; 3 Ken Rosewall ; 4 Cliff Drysdale ; 5 Arthur Ashe ; 6 John Newcombe , 7 Marty Riessen ; 8 Robert Lutz ; 9 Roy Emerson ; 10 Andres Gimeno ; 11 Charlie Pasarell ; 12 John Alexander ; 13 Dennis Ralston ; 14 Ray Ruffels, Ismail El Shafei et Niki Pilic ; 17 Bob Maud ; 18 Mark Cox ; 19 Roger Taylor ; 20 Fred Stolle
1972 (en fait deuxième partie de 1971 et première partie de 1972)
1 Rod Laver ; 2 Ken Rosewall ; 3 Tom Okker ; 4 Cliff Drysdale ; 5 Marty Riessen ; 6 Arthur Ashe ; 7 Robert Lutz ; 8 John Newcombe ; 9 Roy Emerson et Charlie Pasarell ; 11 John Alexander ; 12 Roger Taylor ; 13 Andres Gimeno ; 14 Mark Cox ; 15 Jeff Borowiak ; 16 Fred Stolle et Niki Pilic ; 18 Ismail El Shafei 19 Bob Carmichael et Ray Ruffels
1972 deuxième partie (qualificatif pour la Finale WCT d'automne-hiver 1972 disputée à Rome)
1 John Newcombe ; 2 Arthur Ashe ; 3 Tom Okker ; 4 Mark Cox ; 5 Cliff Drysdale et Marty Riessen ; 7 Bob Lutz et Niki Pilic ; 9 Roy Emerson, 9 Tony Roche et Ismail El Shafei ; 12 Cliff Richey ; 13 Charlie Pasarell ; 14 Ray Ruffels ; 15 Ken Rosewall et Roger Taylor ; 17 John Alexander ; Bob Carmichael, Allan Stone, Haroon Rahim et Jeff Borowiak
1973
En 1973 les joueurs WCT furent séparés en deux groupes, A & B, chaque groupe disputant une série de tournois différente. Les 4 premiers de chaque groupe étant qualifiés pour la Finale WCT.
Groupe A
1 Stan Smith ; 2 Rod Laver ; 3 Roy Emerson et John Alexander ; 5 Cliff Richey ; 6 Dick Stockton ; 7 Bob Lutz ; 8 Brian Gottfried ; 9 Colin Dibley ; 10 Jaime Fillol
Group B
1 Ken Rosewall ; 2 Arthur Ashe ; 3 Marty Riessen ; 4 Roger Taylor et Mark Cox ; 6 Brian Fairlie ; 7 Jan Kodes ; 8 Tom Okker ; 9 Roscoe Tanner ; 10 Tom Gorman
1974
En 1974 les joueurs furent séparés en trois groupes, Rouge, Bleu et Vert. Huit joueurs (marqués d'une astérisque) furent qualifiés pour la Finale WCT : les deux meilleurs de chaque groupe plus, parmi les joueurs non qualifiés directement, les deux joueurs ayant le plus de points. Chaque groupe disputait une série de tournois différentes hormis le tournoi de Philadelphie qui entamait la saison où tous les joueurs furent présents (hormis Nastase et Newcombe qui déclarèrent forfait au premier tour).
Groupe Rouge
1 Nastase* ; 2 Okker* ; 3 Gorman ; 4 Drysdale ; 5 Pilic ; 6 Pattison ; 7 John Alexander ; 8 Riessen ; 9 Tony Roche ; 10 McMillan
Groupe Bleu
1 John Newcombe* ; 2 Smith* ; 3 Metreveli ; 4 Stockton ; 5 Hrebec ; 6 Borowiak ; 7 Ross Case ; 8 Ramirez ; 9 Fillol ; 10 Richey
Groupe Vert
1 Ashe* ; 2 Rod Laver* ; 3 Borg* ; 4 Kodes* ; 5 Cox ; 6 Tanner ; 7 Dibbs ; 8 Taylor ; 9 Panatta , 10 Parun
1975
1976
De 1976 à 1983, tous les joueurs disputèrent les mêmes compétitions.
1. Ashe ; 2. Ramirez ; 3. Vilas ; 4. Dibbs ; 5. Borg ; 6. Stockton ; 7. Lutz ; 8. Solomon ; 9. Gerulaitis ; 10. Gottfried ; 11. Nastase ; 12. Okker ; 13. Fibak ; 14. Drysdale ; 15. Case et Rosewall
1977
1. Stockton ; 2. Dibbs ; 3. Connors ; 4. Nastase ; 5. Drysdale, Fibak et Gerulaitis ; 8. Panatta ; 9. Barazzutti ; 10. Solomon et Rosewall ; 13. John Alexander, Vijay Amritraj et Roche
1978
1. Gerulaitis ; 2. Borg ; 3. Dibbs ; 4. Ramirez ; 5. Nastase ; 6. Sandy Mayer ; 7. Connors et Gottfried ; 9. Stockton ; 10. Barazzutti
1979
1. McEnroe ; 2. Borg ; 3. Gerulaitis ; 4. Connors ; 5. Tanner ; 6. G Mayer ; 7. Ashe et Vilas ; 9. Masters ; 10. Alexander, Gottfried et Nastase
1980
1. McEnroe ; 2. Scanlon ; 3. Connors ; 4. Lendl et Tanner ; 6. Gunthardt et Vijay Amritraj ; 8. Sadri et Clerc ; 10. Gottfried et Gene Mayer
1981
1. Tanner ; 2. Connors ; 3. Fibak ; 4. Noah ; 5. McEnroe ; 6. V Amritraj ; 7. Gottfried ; 8. Gerulaitis ; 9. Sandy Mayer ; 10. Gene Mayer
En 1982, WCT retrouva son indépendance et géra à nouveau un circuit indépendant comme à ses débuts. Il y eut 3 Finales WCT : celle de printemps à Dallas, la plus importante comme d'habitude, celle d'automne à Naples (Italie) et celle d'hiver à Détroit correspondant à trois classements, un par saison.
1982 (printemps)
1. Lendl ; 2. Clerc ; 3. Fibak ; 4. Vijay Amritraj ; 5. Smid ; 6. McNamara ; 7. McEnroe ; 8. Gerulaitis ; 9. Taroczy ; 10. Dibbs
1982 (été/automne)
1. Lendl ; 2. Smid ; 3. Clerc ; 4. Vilas ; 5. Kriek ; 6. Higueras ; 7. Gunthardt et Fibak ; 9. Tanner ; 10. Bourne
1982 (hiver)
1. Fibak ; 2. Scanlon ; 3. Curren et Vilas ; 5. Taroczy ; 6. McNamee ; 7. Lendl et Teacher ; 9. Tom Gullikson et Smid
1983
En 1983, le circuit WCT, comprenant seulement 9 tournois, fut réintégré à celui du Grand Prix. Les 12 joueurs sont ceux qui ont disputé les Finales WCT à Dallas
1. Lendl ; 2. McEnroe ; 3. Vilas ; 4. Gerulaitis ; 5. Clerc ; 6. McNamee ; 7. Smid ; 8. Fibak ; 9. Taroczy ; 10. Scanlon ; 11. Curren ; 12. Teacher